# Helicogloea variabilis
Helicogloea variabilis är en svampart som beskrevs av K. Wells 1990. Helicogloea variabilis ingår i släktet Helicogloea och familjen Phleogenaceae.   Inga underarter finns listade i Catalogue of Life.